# 内堀保
内堀 保（うちぼり たもつ、1917年〈大正6年〉3月12日 - 1997年〈平成9年〉1月30日）は、長崎県長崎市御船蔵町出身のプロ野球選手（捕手）・コーチ・二軍監督、スカウト。

## 来歴
長崎商業では、1933年春の甲子園に出場。1935年に捕手陣強化が課題であった大日本東京野球倶楽部から「アメリカに連れて行く」と口説かれ、学校卒業前に入団する。学校側は入団を許可したものの、学業途中でNPBに入ったことから文部科学省から長崎商業に通達があり、内堀は卒業を取り消された。なお、1980年になって卒業が認められている。
1935年2月からの第一次アメリカ遠征に参加する。巨人入団当初は中山武の控え捕手であったが、中山の応召を受けて1937年に正捕手となる。沢村栄治やヴィクトル・スタルヒンらとバッテリーを組む一方、打撃でも秋季シーズンでは打率.264を打って打撃成績17位に入った。また、同年の東西対抗戦に選出されている。
1938年に応召し、1941年の一時的な復員を挟んで、北支・ビルマを転戦する。ビルマ戦線では、内堀のあとの正捕手を継いだ吉原正喜と面会を果たし、戦後の巨人再建を誓い合ったという。
戦後、8年のブランクがあった上に戦地で肩を痛めていたが、1946年に巨人に復帰。捕手から投手にコンバートした多田文久三の後釜として、1947年から2年間正捕手を務める。1949年からは急映フライヤーズから移籍入団した藤原鉄之助に正捕手を譲ってコーチ兼任となり、1951年に現役引退した。
1952年から二軍監督・コーチを歴任。1962年からスカウトとなり、のちにスカウト部次長を経て、1984年まで務めるなど、裏方として巨人を支えた。スカウト就任後も巨人の宮崎キャンプにユニフォームを着て参加し、「ONノック」の名ノッカーとして知られた。
1997年1月30日、死去。79歳没。1998年に現役時代のユニフォームが地元の長崎県に寄贈され、長崎県営野球場の資料展示室に展示されている。

## 逸話
全盛期の沢村栄治の投球を受けた生き証人で、沢村の語り部としての発言が残っている。
- 「沢村のカーブは三段階に亘って曲がり、ドスンと落ちる。しかも三段階目の時は、球が一瞬止まったものだ。」[5]
- 「沢村は慰めて、おだてる。スタルヒンは怒鳴りつけて気合いを入れる。これが二人の大投手をリードするコツやった。」[3]

映画『不滅の熱球』では、千秋実が内堀を演じた。また、沢村栄治役の池部良には吹き替えなしで投げることを薦め、沢村の投げ方を一ヶ月半かけて教えた。
映画『エノケンのホームラン王』には多くの巨人軍選手と一緒に本人役で出演している。

## 詳細情報

### 年度別打撃成績
| 年 度     | 球 団     | 試 合 | 打 席 | 打 数 | 得 点 | 安 打 | 二 塁 打 | 三 塁 打 | 本 塁 打 | 塁 打 | 打 点 | 盗 塁 | 盗 塁 死 | 犠 打 | 犠 飛 | 四 球 | 敬 遠 | 死 球 | 三 振 | 併 殺 打 | 打 率 | 出 塁 率 | 長 打 率 | O P S |
| --------- | --------- | ----- | ----- | ----- | ----- | ----- | -------- | -------- | -------- | ----- | ----- | ----- | -------- | ----- | ----- | ----- | ----- | ----- | ----- | -------- | ----- | -------- | -------- | ----- |
| 1936春夏  | 巨人      | 2     | 4     | 4     | 0     | 1     | 0        | 0        | 0        | 1     | 1     | 1     | --       | 0     | --    | 0     | --    | 0     | 2     | --       | .250  | .250     | .250     | .500  |
| 1936秋    | 巨人      | 10    | 24    | 22    | 3     | 2     | 1        | 0        | 0        | 3     | 2     | 1     | --       | 0     | --    | 2     | --    | 0     | 4     | --       | .091  | .167     | .136     | .303  |
| 1937春    | 巨人      | 53    | 210   | 179   | 17    | 31    | 4        | 0        | 0        | 35    | 15    | 3     | --       | 6     | --    | 25    | --    | 0     | 12    | --       | .173  | .275     | .196     | .470  |
| 1937秋    | 巨人      | 39    | 148   | 129   | 17    | 34    | 2        | 0        | 0        | 36    | 19    | 4     | --       | 4     | --    | 15    | --    | 0     | 11    | --       | .264  | .340     | .279     | .619  |
| 1946      | 巨人      | 6     | 18    | 17    | 2     | 3     | 0        | 0        | 0        | 3     | 0     | 0     | 0        | 0     | --    | 1     | --    | 0     | 2     | --       | .176  | .222     | .176     | .399  |
| 1947      | 巨人      | 87    | 268   | 253   | 22    | 56    | 5        | 1        | 0        | 63    | 15    | 4     | 4        | 2     | --    | 13    | --    | 0     | 22    | --       | .221  | .259     | .249     | .508  |
| 1948      | 巨人      | 95    | 244   | 217   | 20    | 41    | 2        | 1        | 2        | 51    | 12    | 2     | 9        | 13    | --    | 14    | --    | 0     | 15    | --       | .189  | .238     | .235     | .473  |
| 1949      | 巨人      | 5     | 4     | 3     | 1     | 1     | 0        | 0        | 0        | 1     | 2     | 0     | 0        | 0     | --    | 1     | --    | 0     | 0     | --       | .333  | .500     | .333     | .833  |
| 1950      | 巨人      | 6     | 6     | 6     | 0     | 0     | 0        | 0        | 0        | 0     | 0     | 0     | 0        | 0     | --    | 0     | --    | 0     | 2     | 0        | .000  | .000     | .000     | .000  |
| 1951      | 巨人      | 2     | 2     | 2     | 1     | 0     | 0        | 0        | 0        | 0     | 0     | 0     | 0        | 0     | --    | 0     | --    | 0     | 1     | 0        | .000  | .000     | .000     | .000  |
| 通算：8年 | 通算：8年 | 305   | 928   | 832   | 83    | 169   | 14       | 2        | 2        | 193   | 66    | 15    | 13       | 25    | --    | 71    | --    | 0     | 71    | 0        | .203  | .266     | .232     | .498  |

### 記録
- 東西対抗戦出場：3回 （1937年、1947年 - 1948年）

### 背番号
- 20（1935年）
- 11（1936年 - 1937年、1941年）
- 5（1946年 - 1952年）
- 50（1953年 - 1957年途中）
- 31（1957年途中、1959年 - 1961年）

## 著書
- 『ニックネームはジャイアンツ―我が青春の巨人軍 (ヒューマン・ドキュメント)』誠文堂新光社、1986年 ISBN 978-4416886076